# Pas là
Singles de Vianney
Je te déteste
(2014) Veronica
(2015)
Pas là est une chanson du chanteur français Vianney sortie le 25 juillet 2014 sous le label Tôt ou tard. Elle est présente sur le premier album de l'artiste, Idées blanches.

## Développement
En 2012, alors qu'il étudie le commerce à Londres, Vianney écrit et compose des chansons. Son ancienne petite-amie lui inspire deux d'entre elles, Je te déteste et Pas là,. Ce ne sont pas les seules chansons inspirées de la vie du chanteur. Il déclare en effet en 2014 « un premier album, c'est un peu comme un premier roman, il faut forcément s'inspirer de sa vie ».
Le 25 juillet 2014 Pas là est le deuxième single extrait de son album à être disponible au téléchargement. En septembre la même année, le titre est envoyé aux radios dans une version légèrement modifiée pour mieux convenir au format radiophonique.
L'album sort finalement le 20 octobre 2014.

## Composition
Pas là est une ballade. Jonathan Hamard la décrit comme une chanson « mélancolique au refrain entêtant ». Alors que Je te déteste décrit la colère de Vianney envers son ancienne petite-amie, Pas là présente quant à elle le sentiment de manque.

## Clip vidéo
Le clip vidéo de Pas là, réalisé par Nicolas Bary, sort le 20 novembre 2014. Il est « émouvant » pour Jonathan Hamard de Charts in France.
Dans le clip, Vianney chante sa tristesse due au manque d'une personne. Des photos se brisent, en référence aux cœurs brisés évoqués dans les paroles de la chanson.

## Accueil

### Accueil critique
Le refrain de la chanson est devenu un running gag dans les médias et sur les réseaux sociaux. Ceci a rendu la chanson « culte » selon Jonathan Hamard de Charts in France.

### Accueil commercial
Pas là rencontre un succès commercial. Elle est qualifiée dans un article du site web purepeople.com de « chanson du moment » faisant du chanteur « la nouvelle sensation de la chanson française ».
La chanson est pendant 85 semaines dans le Top Single France, du 5 janvier 2015 au 6 mai 2017, montant jusqu'à la dix-huitième position.

## Reprises et utilisations
Les Guignols dans leur émission diffusée sur Canal+ détournent en juin 2015 la chanson Pas là de Vianney. Dans cette parodie, un juge se lamente de ne pas pouvoir condamner l'ancien Président de la République française Nicolas Sarkozy dans les affaires judiciaires dans lesquelles il est mis en examen,.

## Classements
| Classement (2014-17)                    | Meilleure position |
| --------------------------------------- | ------------------ |
| Belgique (Flandre Ultratip 100)         | 12                 |
| Belgique (Flandre Ultratop 50 Airplay)  | 45                 |
| Belgique (Wallonie Ultratop 50 Singles) | 13                 |
| Belgique (Wallonie Ultratop 50 Airplay) | 9                  |
| France (SNEP)                           | 18                 |
| France (SNEP Radio)                     | 48                 |

| Classement (2015)            | Position |
| ---------------------------- | -------- |
| Belgique (Wallonie Ultratop) | 54       |
| France (SNEP)                | 87       |